# Гареев, Алик Амирханович
Алик Амирханович Гареев (род. 13 февраля 1970, Уфа) — советский и российский хоккеист, нападающий. Мастер спорта России. Заслуженный тренер России.

## Биография
Воспитанник СК им. Салавата Юлаева (Уфа).
Начинал играть в команде второй лиги «Авангард» Уфа — два матча в сезоне 1986/87. 15 сезонов (1987/88, 1989/90 — 2001/02, 2004/05) провёл в «Салавате Юлаеве», сыграл 676 игр, забросил 106 шайб, сделал 73 голевые передачи. Также выступал за ЦСКА (1988/89), СКА МВО Калинин (1988/89 — 1989/90), «Авангард» Уфа (1989/90, 1991/92), «Новойл» Уфа (1992/93 — 1993/94, 1996/97), «Молот-Прикамье» Пермь (2002/03 — 2003/040.
Бронзовый призёр юниорского чемпионата Европы 1988 года. Бронзовый призёр чемпионата МХЛ и России (1994/1995, 1995/1996, 1996/1997).
Тренер (2010 — 6 октября 2015, 2016—2017) и главный тренер (2015/16, с 6 октября) команды МХЛ «Толпар» Уфа. Тренер команды ВХЛ «Торос» Нефтекамск. Тренер в школе «Салавата Юлаева» с 2020 года.
Жена — дочь хоккеиста и тренера Владимира Быкова, сыновья Артём (1990 г. р.) и Данил (1992 г. р.) также хоккеисты.